# Kanaan

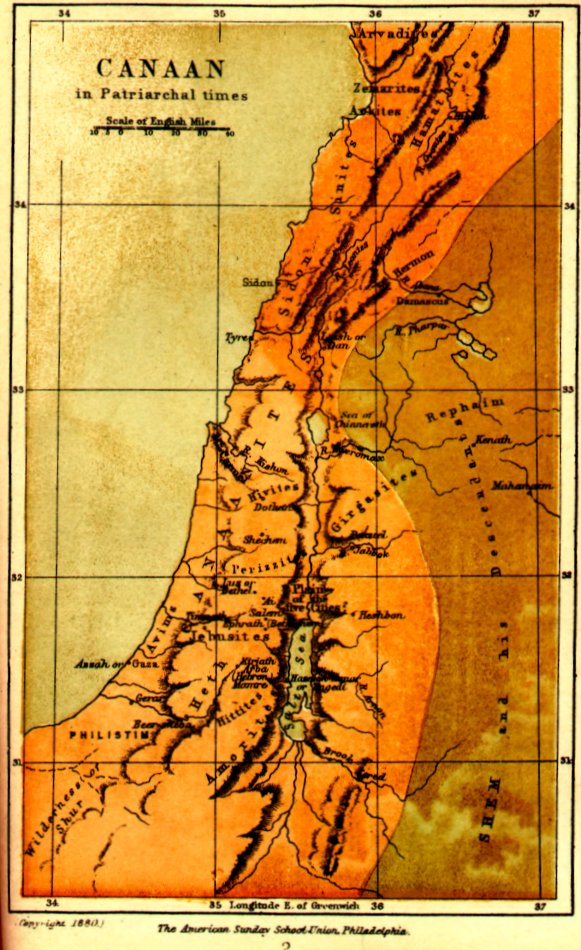
En gammal karta från 1880 över Kanaan.

Kanaan är i Gamla testamentet i Bibeln namnet på landet väster om floden Jordan, senare känt som kungariket Israel och - efter det israelitiska folkets splittring i två riken - sydriket Juda respektive nordriket Israel. Området erövrades i omgångar av Assyrier, Babylonier, Perser och Makedonier (Alexander den Store), med viss självständighet under de judiska Mackabéerna, innan Romarriket erövrade det. I Nya Testamentet är den romerska provinsen benämnd Judéen resp Samarien och Galiléen och de regeras periodvis under lydkungar som Herodes den Store och hans söner. Från ca 120 e.Kr. Syria Palaestina som romarna kallade landet efter judarnas gamla fiender, de grekiska filistéerna, för att förnedra judarna - samt i nutid staten Israel och de palestinska områdena Gazaremsan resp. Västbanken. Namnet Kanaan är även känt från äldre egyptiska källor, och landet tillhörde tidvis det forntida Egypten.
Enligt judarnas heliga skrifter och Gamla Testamentet är Kanaan "det förlovade landet", det som Gud lovade dem på Abrahams tid och dit de vandrade i fyrtio år under det av Moses ledda uttåget, Exodus, ur Egypten efter att Israels tolv stammar förökade sig där. Först som Faraos gäster, men många generationer senare som slavar.
Kanaan är även namnet på en son till Ham, som i sin tur är son till Noa. (1 Mos 10:6)

## Historia

### Tidig bronsålder (3200-2000 f.Kr)
Områdena i vad som kom att kallas Kanaan omnämns för första gången i källor från Ebla och det Akkadiska imperiet. Området kallas där för Martu vilket betyder "de som bor i tält". Både kung Enshakushanna av Uruk och Lugal-Anne-Mundu av Adab påstås haft viss kontroll över området. Det är dock oklart om så var fallet då de källor som berättar att kungarna haft makt där skrevs århundraden efter deras död. I Eblaitiska källor berättas att området skall ha haft stadsstater så som Hazor, Jerusalem och Kadesh. Städerna skall ha bedrivit handel med både Egypten, Mesopotamien och Anatolien och området skulle fortsätta fungera som ett viktigt handelsområde fram till järnåldern. Varor som producerades för handel under perioden verkar ha varit vin och oliver.
När det Akkadiska riket föll 2154 f.Kr verkar en invandring av folk från Zagrosbergen ha skett. De städer som låg i området verkar i stort sett ha övergivits i och med detta och befolkningen återgick till mindre jordbruksbyar samt boskapsskötsel. Handelsvägarna förblev dock öppna och handelsstationer existerade.

### Mellanbronsålder (2000-1550 f.Kr)
På sent 2000-tal f.Kr blev området åter urbaniserat och flera mindre stadsstater uppstod varav den mest framstående var Hazor. Området kallades nu Amarru av sina mesopotamiska grannar och ansågs vara ett av världens fyra "hörn". Kulturen i Kanaan var vid detta stadium kraftigt influerad av Mesopotamisk kultur och delar av Mesopotamien erövrades av folkslag från Kanaan. Dessa "Amoriter" kom att erövra städer som Larsa, Isin och de grundade även Babylon. Amoriterna skulle härska i Mesopotamien fram till 1595 f.Kr.
På 1800-talet f.Kr hade Kanaan delats upp i två konfederationer. Södra Kanaan styrdes från staden Megiddo i Jezreeldalen och norra Kanaan från Kadesh vid Orontesfloden. På 1600-talet f.Kr invaderade Kanaaiterna Egypten och de erövrade nedre Egypten. De kom av Egypterna att kallas för Hyksosfolket. Egypterna använde sig även de av termen Amarru men då endast gällande amoriterna som bodde i norra Kanaan kring Kadesh.

### Sen bronsålder (1550-1200 f.Kr)
Under den sena bronsåldern fortsatte städerna Megiddo och Kadesh att dominera Kanaan dock nu under påtryckningar av de Hettitiska och Egyptiska rikena.
Babylons fall resulterade i en återvandring av de mesopotamiska Amoriterna till området och de beblandade sig med lokalbefolkningen. Liknande skedde med Hyksosfolket som drevs ut ur nedre Egypten och som flydde tillbaka till Kanaan. Hyksosfolket var dock jagat av den Egyptiska armén som passade på att erövra de sydligaste delarna av Kanaan. Ungefär samtidigt hade hettiterna utvidgat sitt inflytande ned i Syrien och norra Kanaan föll in i deras intressesfär. Kungen av Kadesh började på 1400-talet f.Kr med backning av det Hurritiska Mitanniriket uppvigla de olika kananitiska städerna och stammarna mot Egyptierna i ett försök att föra området närmare det Hettitiska riket som var långt mindre påträngande än Egypterna och han lyckades få med sig stora delar av Kanaan inklusive stadsstaten Megiddo. Detta resulterade i farao Thutmosis III:s Kananitiska kampanjer vilka kom att krigshärja området under årtionden framöver och vars slutresultat blev det slutliga inlemmandet av södra Kanaan och Megiddo i det Egyptiska riket. En för Thutmosis III oönskad konsekvens av krigstågen var dock uppkomsten av Habiru-folket. Habiru-folket var inget eget folkslag utan snarare samlingar av legosoldater, fredlösa och stråtrövare som av olika anledningar lämnat sina bofasta levnadssätt och börjat leva som nomader. De saknade lojalitet till någon konung utan ställde sig på den sida som betalade mest. Habiru-folket drog även till sig lösdrivare från områdena utanför Kanaan och en stor del av dem skall ha varit Hurrier med inslag av lyckosökande Kassiter och Luwier.
Under Amenhotep III (1391–1353 f.Kr) var läget i Kanaan extremt ostabilt. Haribu-folket fortsatte att växa sig starkare och starkare och de började försöka forma sina egna stater i Kanaan. Hettiterriket erövrade dessutom resten av Syrien och deras södra gräns gick nu vid norra Kanaan. Vid Amenhotep III:s död tog Amenhotep IV "Akhenaten" (1353–1336 f.Kr) makten i Egypten. Till skillnad från sina företrädare hade Akhenaten ett bristande intresse för utrikesaffärer och mellersta Kanaan gjorde sig nu åter igen självständigt dock fortfarande under viss influens av antingen Egypten eller Hettiterna.
på 1200-talet f.Kr föll både Kanaan och Syrien till det Assyriska riket vilket innebar slutet för både Egyptiska och Hettitiska influenser i området. Enbart sydligaste Kanaan förblev i Egyptisk kontroll.
Bronsålderskollapsen verkar ha gjort slut på samtliga stormakters aktiviteter i Kanaan. Egypten kämpade för att hålla sitt kärnland säkert och utmattades både ekonomiskt och militärt. Hettiterriket föll och assyrierna drog sig tillbaka till sitt ursprungliga hemland.

### Järnålder
På järnåldern dominerades södra Kanaan av de nyuppkomna kungadömena Israel och Juda. De gränsade till de filisteiska stadsstaterna som låg längsmed Medelhavskusten, kungadömena Moab, Ammon och Aram-Damaskus i öst och Edom i syd. Norra Kanaan var ett lapptäcke av syro-hettitiska småstater och feniciska stadsstater längsmed kusten. Hela området kom att erövras av assyrierna än en gång på 900-talet f.Kr under det ny-assyriska imperiet och förblev del av imperiet i 300 år fram tills 600-talet f.Kr. Egypterna gjorde ett nytt försök att invadera Kanaan men besegrades av assyrierna som sedan invaderade och erövrade Egypten. Detta resulterade även i det kushitiska rikets fall.
Mellan 616 och 605 f.Kr kollapsade det Assyriska riket efter en serie inbördeskrig följt av ett anfall från allierade babylonier, meder, perser och schyter. Babylon kom nu att ta makten i Kanaan och de besegrade Egypterna då de åter gjorde ett misslyckat försök att erövra området. 539 f.Kr kollapsade det ny-babyloniska riket och Kanaan kom nu att erövras av Perserna och området blev därmed en del av akemenidiska riket. 332 f.Kr erövrades de av Alexander den store och efter hans död kom riket att växla hand mellan Seleukiderna och Ptolemeiska Egypten fram tills 100-talet f.Kr då området erövrades av Romerska riket. Kanaan förblev del av först Rom och efter Romerska rikets splittring Bysantinska riket fram till den muslimska erövringen på 600-talet. 